# Fauno (traghetto)
Il Fauno è un traghetto appartenente alla compagnia di navigazione italiana Caremar.

## Caratteristiche
L'unità fa parte della classe Sibilla, un lotto di 8 navi gemelle costruite tra la fine degli anni '70 e la metà degli anni '80.
Il traghetto dispone di servizi essenziali in virtù dei servizi locali coperti: bar, ristorante, sala TV e solarium sul ponte esterno. Gli ambienti interni sono inoltre dotati di impianto di aria condizionata. La capacità di trasporto è pari a circa 690 passeggeri e 45 automobili.
La propulsione è affidata ad una coppia di motori GMT 4S da 12 cilindri in grado di erogare una potenza complessiva di 3.706 kW; la velocità massima raggiungibile è pari a 17 nodi.
Nel 2020 il traghetto ha effettuato un ammodernamento degli interni che ha previsto, tra gli interventi, l'installazione di un nuovo ascensore e delle eliche siliconate.

## Servizio
Varato il 1º novembre 1980 nel Cantiere navale fratelli Orlando di Livorno con il nome di Fauno e consegnato il 12 febbraio 1981 alla Caremar, prende servizio nel Golfo di Napoli, operando nei collegamenti tra Napoli, Pozzuoli, Ischia, Procida e Capri, dove opera tutt'oggi.
Fino al 2011 ha saltuariamente operato anche nei collegamenti tra Formia, Ponza, Anzio e Ventotene.